# Færdselspolitiet
Færdelspolitiet er den del af Politiet, som beskæftiger sig med færdslen på de danske veje og i havet omkring Danmark. En af de mest iøjnefaldende opgaver for færdselspolitiet er ATK-målinger (Automatisk Trafikkontrol). Det blev i april 2016 besluttet, at ATK-målingerne fremover skulle foretages af civile ansatte i Politiet.
En af de mest kendte danske færdselsbetjente er Vlado Lentz fra Midt- og Vestsjællands Politi. Han er især kendt for programmet Politijagt på Kanal 5.[kilde mangler]